# Micul Trianon

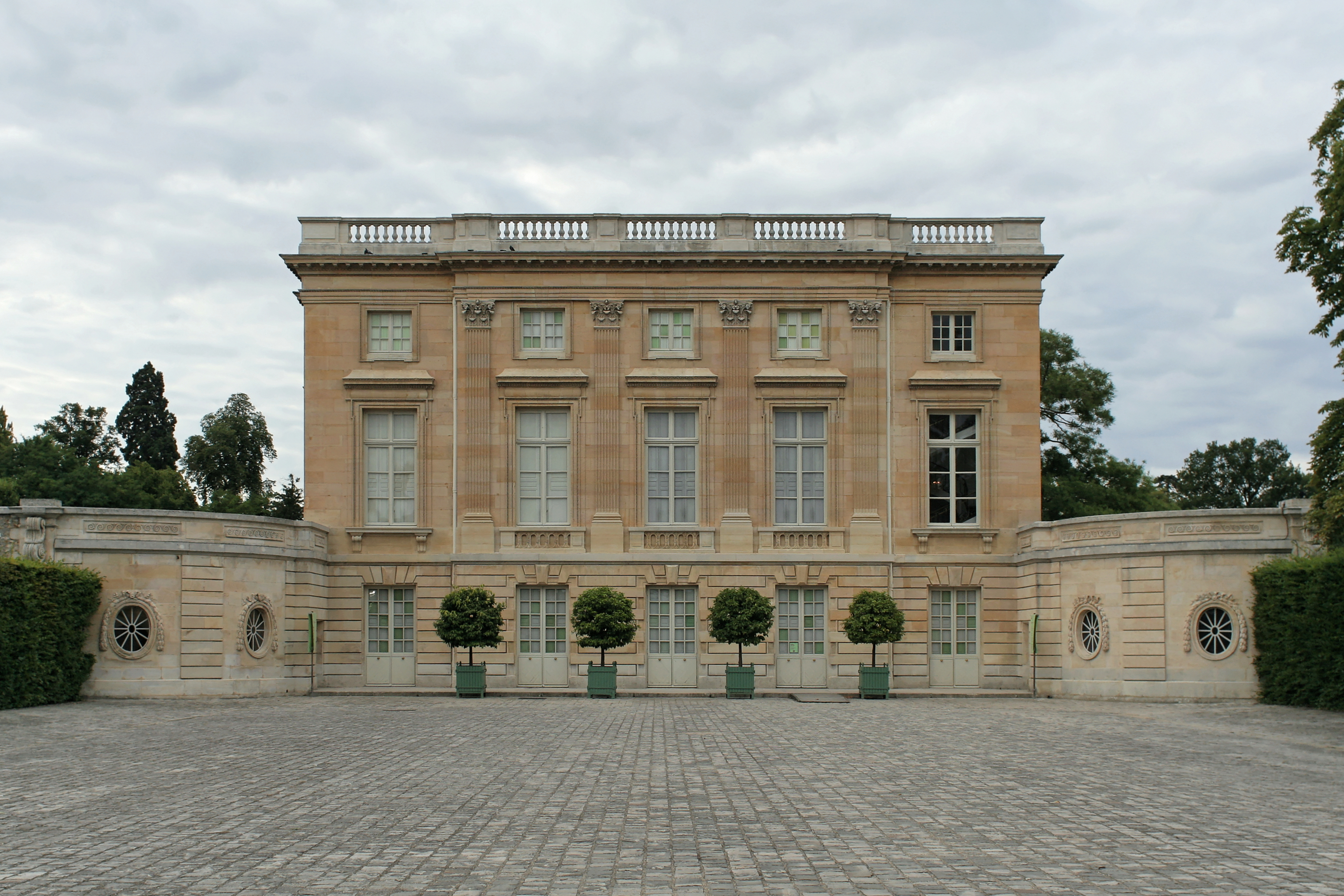
Petit Trianon

Micul Trainon (în franceză Petit Trianon) este un castel mic situat în grădina Palatului Versailles, Franța.
A fost proiectat de Ange-Jacques Gabriel la ordinul regelui Ludovic al XV-lea pentru metresa sa, Madame de Pompadour, și construit între 1762 și 1768.
Madame de Pompadour a murit cu patru ani înainte de finalizarea construcției, astfel că ulterior Micul Trianon a fost ocupat de succesoarea ei, Madame du Barry. 
După moartea regelui Ludovic al XV-lea, fiul său, tânărul rege de 20 de ani Ludovic al XVI-lea, a dăruit castelul soției sale, regina Maria Antoaneta, în vârstă de 19 ani.